# 凍肉

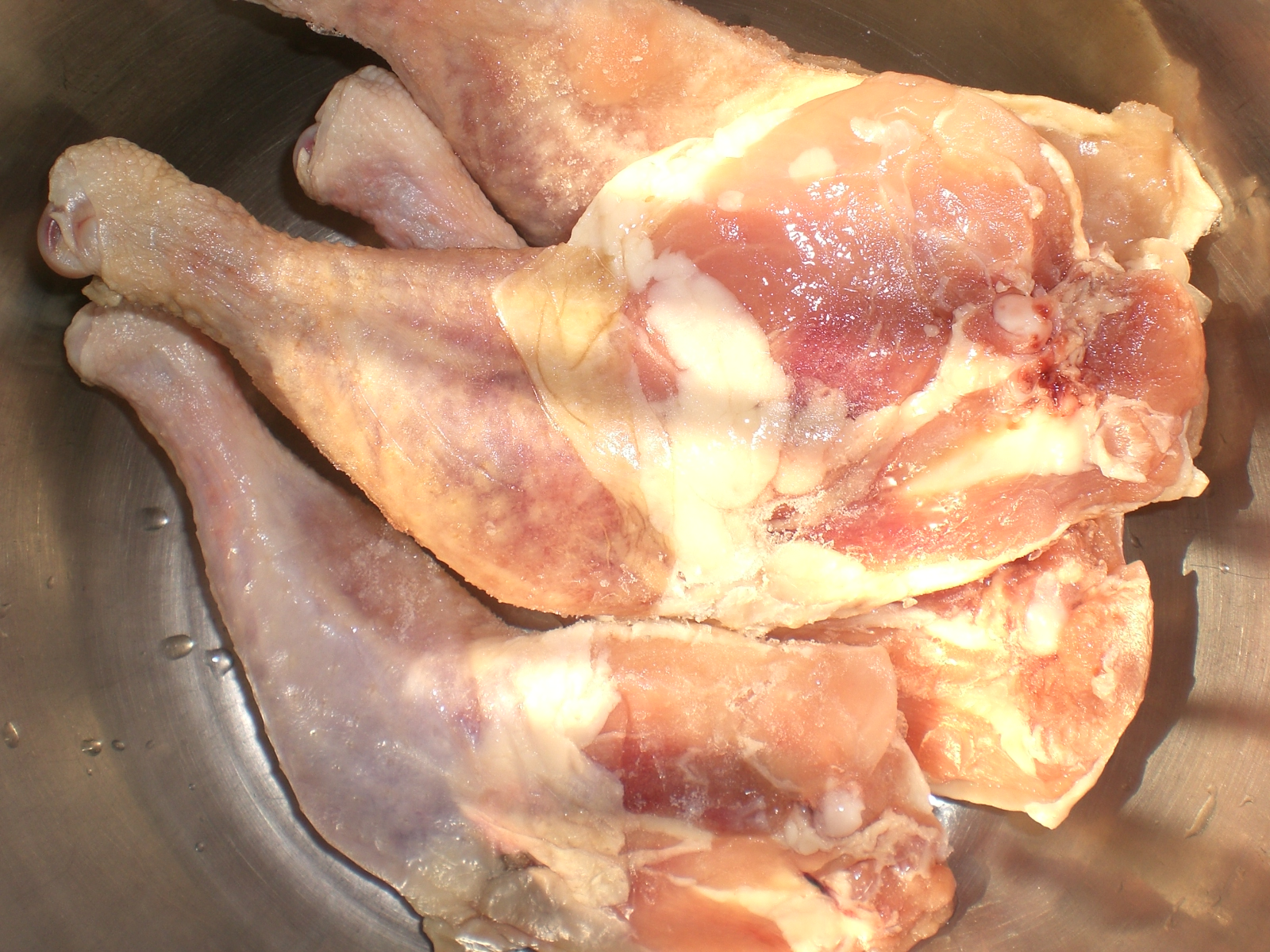
雞腿 (生料) 雪藏肉

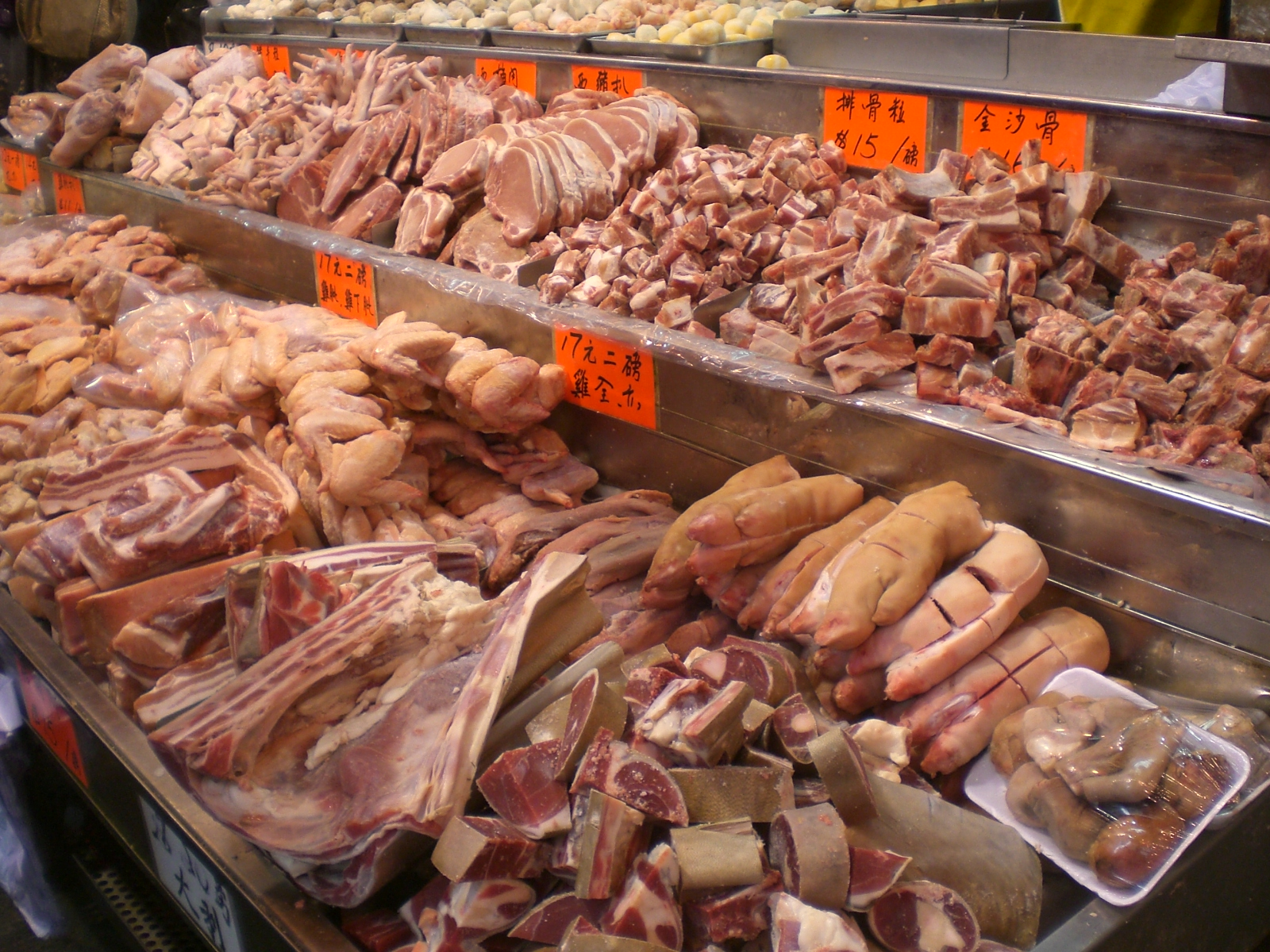
雪藏肉類

凍肉（Frozen meat），又名雪肉，是經過冰箱或天然冰等冷藏處理的肉類。它相對於鮮肉、冰鮮肉、臘肉、鹹肉等。
凍肉始於溫帶及寒帶地區有天然冰塊，及後可以長途物流，仍減慢肉類細胞的新陳代謝及微生物的活化和分解，保持其肉質一定的鮮味。
論平均成本，運輸凍肉比鮮活牲畜平宜，因為凍肉在載運之前，已經去皮去骨去內臟。

## 相關
- 冷凍食品
- 解凍之方法: 沖水法、室溫法、加熱法。
- 食品科學